# Bruyères-sur-Fère
Bruyères-sur-Fère és un municipi francès situat al departament de l'Aisne i a la regió dels Alts de França. L'any 2007 tenia 209 habitants.

## Demografia

### Població
El 2007 la població de fet de Bruyères-sur-Fère era de 209 persones. Hi havia 76 famílies de les quals 16 eren unipersonals (4 homes vivint sols i 12 dones vivint soles), 20 parelles sense fills, 36 parelles amb fills i 4 famílies monoparentals amb fills.
La població ha evolucionat segons el següent gràfic:
Habitants censats

### Habitatges
El 2007 hi havia 88 habitatges, 79 eren l'habitatge principal de la família, 5 eren segones residències i 4 estaven desocupats. Tots els 88 habitatges eren cases. Dels 79 habitatges principals, 56 estaven ocupats pels seus propietaris, 20 estaven llogats i ocupats pels llogaters i 3 estaven cedits a títol gratuït; 3 tenien tres cambres, 25 en tenien quatre i 51 en tenien cinc o més. 73 habitatges disposaven pel capbaix d'una plaça de pàrquing. A 30 habitatges hi havia un automòbil i a 38 n'hi havia dos o més.

### Piràmide de població
La piràmide de població per edats i sexe el 2009 era:
| Homes | Edats   | Dones |
| ----- | ------- | ----- |
| 0     | 95 o +  | 0     |
| 0     | 90 a 94 | 0     |
| 0     | 85 a 89 | 0     |
| 0     | 80 a 84 | 0     |
| 0     | 75 a 79 | 8     |
| 4     | 70 a 74 | 0     |
| 8     | 65 a 69 | 4     |
| 16    | 60 a 64 | 8     |
| 12    | 55 a 59 | 12    |
| 12    | 50 a 54 | 8     |
| 4     | 45 a 49 | 0     |
| 8     | 40 a 44 | 16    |
| 8     | 35 a 39 | 0     |
| 8     | 30 a 34 | 8     |
| 4     | 25 a 29 | 12    |
| 4     | 20 a 24 | 0     |
| 4     | 15 a 19 | 20    |
| 4     | 10 a 14 | 0     |
| 8     | 5 a 9   | 4     |
| 4     | 0 a 4   | 8     |

## Economia
El 2007 la població en edat de treballar era de 128 persones, 85 eren actives i 43 eren inactives. De les 85 persones actives 78 estaven ocupades (46 homes i 32 dones) i 7 estaven aturades (4 homes i 3 dones). De les 43 persones inactives 11 estaven jubilades, 11 estaven estudiant i 21 estaven classificades com a «altres inactius».

### Ingressos
El 2009 a Bruyères-sur-Fère hi havia 80 unitats fiscals que integraven 206 persones, la mediana anual d'ingressos fiscals per persona era de 16.117,5 €.

### Activitats econòmiques
Dels 6 establiments que hi havia el 2007, 1 era d'una empresa de fabricació d'altres productes industrials, 2 d'empreses de construcció, 1 d'una empresa immobiliària i 2 d'empreses classificades com a «altres activitats de serveis».
Dels 2 establiments de servei als particulars que hi havia el 2009, 1 era un guixaire pintor i 1 fusteria.
L'any 2000 a Bruyères-sur-Fère hi havia 5 explotacions agrícoles.

## Poblacions més properes
El següent diagrama mostra les poblacions més properes.